# Sceptre of Black Knowledge
Sceptre of a Black Knowledge è il primo album in studio della black metal tedesca Black Messiah.

## Tracce
1. Intro – 1:24
2. Old Gods – 9:19
3. Diabolic Rites – 2:55
4. Queen of Darkness – 5:36
5. Sceptre of Black Knowledge – 3:37
6. Crusade of the Blackened – 7:29
7. Pagan Winter – 6:36
8. Outro – 1:24

## Formazione
- Zagan - voce, chitarra, basso, violino e mandolino
- Nabahm - batteria